# Live Live Live
Live Live Live – trzeci album koncertowy zespołu The Kelly Family, wydany w 1998 r.

## Lista utworów

### CD 1
1. "Thunder" (śpiew: Jimmy) - 4:08
2. "Key To My Heart" (śpiew: Paddy, Joey) - 2:57
3. "First Time" (śpiew: Patricia) - 3:34
4. "Break Free" (śpiew: Barby, Maite) - 2:05
5. "Roses Of Red" (śpiew: Maite, Kathy) - 3:51
6. "Nanana" (śpiew: Jimmy, Maite) - 4:35
7. "I'll Swim I'll Swim" (śpiew: Paddy, Angelo, Maite) - 3:06
8. "Santa Maria" (śpiew: John, Patricia) - 2:45
9. "Another World" (śpiew: Joey) - 3:51
10. "Why Why Why" (śpiew: Joey, Paddy) - 4:13
11. "Baby Smile" (śpiew: Barby) - 3:22
12. "Red Shoes" (śpiew: John) - 3:51
13. "Fell In Love With An Alien" (śpiew: Paddy, Kathy) - 3:06
14. "All Along The Way" (śpiew: Kathy, Jimmy, Barby) - 4:43
15. "Father's Nose" (śpiew: Kathy) - 2:54
16. "An Angel" (śpiew: Paddy, Angelo, Kathy) - 4:31

### CD 2
1. "When The Boys Come Into Town" (śpiew: John, Maite, Kathy) - 3:25
2. "Life Is Hard Enough" (śpiew: Patricia) - 3:37
3. "One More Song" (śpiew: Paddy) - 4:26
4. "Ares Qui" (śpiew: Paddy, Barby, Kathy, Jimmy) - 3:36
5. "Every Baby" (śpiew: Maite) - 3:21
6. "Rock'n Roll Stole My Soul" (śpiew: Paddy, Maite) - 3:14
7. "Quisera Ser Un Angel" (śpiew: Paddy, Kathy) - 3:43
8. "Drum Solo" (Angelo) - 3:09
9. "The Wolf" (śpiew: Joey, Paddy) - 5:54
10. "Cover The Road" (śpiew: Jimmy, Maite) - 4:35
11. "Hey Diddle Diddle" (śpiew: Paddy, Maite, Angelo) - 2:23
12. "One More Freakin' Dollar" (śpiew: Paddy, ANgelo, Maite) - 3:49
13. "Because It's Love" (śpiew: Angelo, Paddy) - 5:23
14. "I Can't Help Myself" (śpiew: Angelo, Paddy) - 3:18

### Utwory bonusowe
W edycji "wzmocnionej" dodano teledysk do piosenki "When The Boys Come Into Town".

## Miejsca na listach przebojów w 1998 roku
| Kraj       | Miejsce na liście |
| ---------- | ----------------- |
| Austria    | 21                |
| Szwajcaria | 24                |